# Жёлтый дом (альбом)
«Жёлтый дом» — первый официальный альбом группы «Легенды про…».
В записи альбома участвовал официальный состав группы: П. Ё.С., Дым, Быба и Ahimas.
Они представили клип на трек «Интро» с этого альбома задолго до выхода. Также «Легенды про…» представили семплер и обложку на аренби и хип-хоп портале indarnb.ru. Также семплер был представлен на хип-хоп портале Rap.Ru.
Как сообщили «Легенды про…» 24 декабря на концерте в клубе «Хлеб», альбом откладывается на февраль 2011 года, так как возникли проблемы с печатью дисков.
Альбом вышел в продажу 10 февраля 2011 года, через 10 дней после выхода «Отличай людей». Дистрибуцией дисков занимается ПК «Монолит».

## Список композиций
| №   | Название                     | Музыка            | Длительность |
| --- | ---------------------------- | ----------------- | ------------ |
| 1.  | «ВХОД»                       | Ahimas            | 2:51         |
| 2.  | «Эстетика разрушения»        | Ahimas            | 3:36         |
| 3.  | «Знаю, где иду»              | Ahimas            | 3:38         |
| 4.  | «Танцы на костях»            | DJ Fidel          | 2:54         |
| 5.  | «БичеZ»                      | Ahimas            | 3:49         |
| 6.  | «Козырёк»                    | Ahimas            | 4:01         |
| 7.  | «Месть»                      | Ahimas            | 2:53         |
| 8.  | «Найди врага»                | Ahimas            | 4:46         |
| 9.  | «Серединтро»                 | «Легенды про…»    | 0:34         |
| 10. | «Горячка»                    | Ahimas            | 3:45         |
| 11. | «Ты должен знать этот город» | Ahimas            | 4:31         |
| 12. | «А Yo, Москва»               | Stilobeatz        | 2:38         |
| 13. | «Дно»                        | Артём Татищевский | 2:51         |
| 14. | «Признай»                    | Ahimas            | 2:54         |
| 15. | «Письма»                     | Ahimas            | 4:52         |
| 16. | «New ни»                     | Ahimas            | 4:44         |
| 17. | «Перепады»                   | Ahimas            | 1:59         |
| 18. | «ВЫХОД»                      | «Легенды про…»    | 3:49         |

| №   | Название    | Музыка | Длительность |
| --- | ----------- | ------ | ------------ |
| 19. | «Дистанция» | Ahimas | 2:54         |
| 20. | «Волны»     | Ahimas | 4:26         |

## Участники записи
Сведения взяты из буклета альбома.
- Сведение:
- Мастеринг:
- Скретчи:
- Дизайн обложки:

| - Слова: Дым (1-18, 20), Быба (1-18, 20), П. Ё.С. (1-18, 20), Ahimas (2, 8, 19) | - Музыка: Ahimas (1-3, 5-8, 10, 11, 14-17, 19, 20), DJ Fidel (4), Легенды Про… (9, 18), Stilobeatz (12), Артём Татищевский (13) |

## Интересные факты
- Этот альбом «Легенды про…» решили выпустить для того, чтобы узнать, как отреагируют слушатели на их участие в третьем альбоме группы Centr.
- Группа «Легенды про…» помогла записать альбом «Зануда — Папиросы» Давиду Нуриеву, и, более того, осенью 2011 года они совместно с группой Centr выпустили совместный альбом «Легенды про…Centr»[4].